# ویلی کیرکلوند

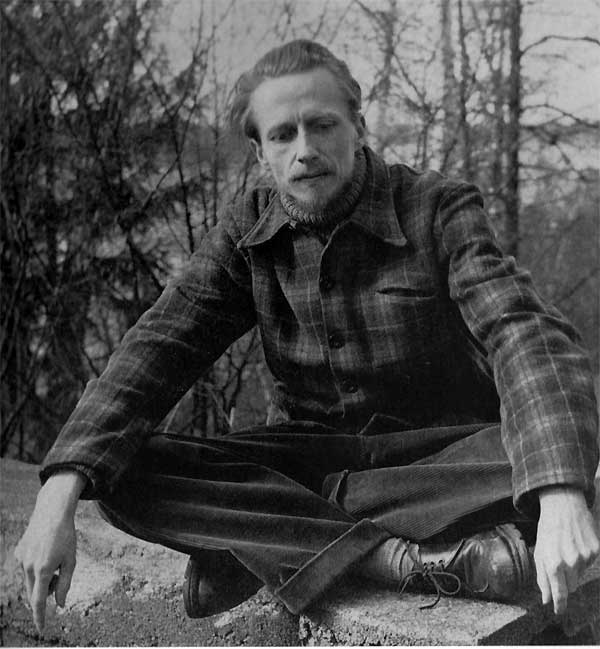

پل ویلهلم «ویلی» کیرکلوند(به انگلیسی: Paul Wilhelm "Willy" Kyrklund) (زادۀ ۲۷ فوریه ۱۹۲۱ در هلسینکی، فنلاند - درگذشته ۲۷ ژوئن ۲۰۰۹ در سککن دانمارک) نویسندۀ فنلاندی-سوئدی می باشد. وی دارای جایزه دکترای افتخاری از دانشگاه اوپسالا در سوئد، در زمینه‌های فلسفه، ریاضی و زبان بود و به فرهنگ و زبان‌های شرقی علاقه‌ داشت و زبان‌های فارسی، چینی و روسی را آموخته بود.

## زندگی‌نامه
ویلی، پسر گونار شیرکلوند(Gunnar Kyrklund) و اینگابوری هورهاممر(Hörhammer) بود. او ده ساله بود که به اتفاق خانواده ش به قسمت شمالی فنلاند، استان کارلن Karlen، مهاجرت کرد. سال ۱۹۳۸، پس از آنکه ویلی تحصیلات دورهٔ دبیرستانی خود را با موفقیت به پایان رساند، به همراه خانواده به سوئد مهاجرت نمودند. در سوئد، از طریق کارهایی از قبیل حسابداری در یک دفتر حساب داری، و همچنین توسط اخذ بورسیه، کمک هزینهٔ دانشجویی امرار معاش نمود.
وی جایزه دکترای افتخاری را از دانشگاه اوپسالا، سوئد به خود اختصاص داد.